# Чилманов, Арман Константинович
Арман Константинович Чилманов (род. 20 апреля 1984 года) — казахстанский тхэквондист, заслуженный мастер спорта Республики Казахстан (2008),
бронзовый призёр летних Олимпийских игр в Пекине,вице-президент Казахстанской федерации тхэквондо по спортивным вопросам.

## Биография
Родился 20 апреля 1984 года в городе Темиртау Карагандинской области. Казах. Отец — Чилманов Константин Кобланович (1961 г. р.), строитель. Мать — Чилманова Роза Саткановна (1962 г. р.), домохозяйка.
Вместе с семьей переехал в Атырау. Спортсмен Федерации тхэквондо Атырауской области (2002).
Многократный чемпион РК по тхэквондо (2000—2005), победитель международных турниров в Иране (Тегеран, 2004), Германии (Бонн, 2005), спартакиады народов РК (Шымкент, 2001), универсиады прикаспийских государств (Атырау, 2003).
Бронзовый призёр чемпионатов мира 2007 и 2009 года.
Чемпион Азии (2006), дважды серебряный (2010, 2012) и дважды бронзовый (2002, 2008) призёр чемпионата Азии.
Дважды (2002, 2006) бронзовый призёр Азиатских игр.
Бронзовый призёр Пекинской Олимпиады — 2008.
Указом президента Республики Казахстан от 29 августа 2008 года награждён орденом «Курмет» из рук президента.

## Вне спорта
Окончил нефтяной факультет Атырауского института нефти и газа (2006), инженер-механик. В настоящее время — студент Атырауского государственного университета им. Х. Досмухамедова, учитель физической культуры и спорта.